# Łukasz Rutkowski
Łukasz Rutkowski (* 22. Januar 1988 in Zakopane) ist ein ehemaliger polnischer Skispringer.

## Werdegang
Rutkowski startete seit 2004 im FIS Cup. Bei den im slowenischen Kranj stattfindenden Juniorenweltmeisterschaften 2006 verpasste er als Vierter im Einzelwettbewerb einen Podestplatz nur knapp. Danach trat er für den Rest der Saison 2005/06 im Skisprung-Continental-Cup (COC) an und konnte sich dort mehrfach unter den besten 20 platzieren. Zu Beginn der COC-Sommerspringen 2006 konnte er in Velenje einen neunten Platz erspringen, kämpfte jedoch im weiteren Verlauf des Sommers stets um den Einzug in den zweiten Durchgang. Im Winter 2006/07 konnte er im COC nur mäßige Leistungen abrufen und verpasste auch bei den Juniorenweltmeisterschaften 2007 in Tarvisio als 31. den zweiten Durchgang. Bei den COC-Sommerspringen 2007 platzierte er sich ebenfalls stets außerhalb der Punkteränge. Nachdem er in die Wintersaison 2007/08 etwas besser gestartet war, konnte er sich im Januar 2008 steigern und mit einem achten Platz in Kranj wieder ein Ergebnis unter den besten Zehn erreichen. Ende Januar konnte er sich in Zakopane erstmals für ein Weltcupspringen qualifizieren und erreichte den 38. Platz. Im weiteren Verlauf des Winters konnte er sich im COC mehrfach in den Punkterängen platzieren und vor allem gegen Ende des Winters auch einige Resultate unter den besten Zehn feiern. Bei den Juniorenweltmeisterschaften 2008 in Zakopane verpasste er zwar im Einzelwettbewerb als Vierter eine Medaille nur knapp, konnte jedoch mit dem Team die Bronzemedaille gewinnen. Daneben nahm er im Winter 2007/08 auch an vier Springen des FIS Cups teil, von denen er zwei gewinnen konnte. Nachdem er im Juli 2008 bei den COC-Sommerspringen stets Plätze im Mittelfeld belegt hatte, startete er ab August im Sommer Grand Prix. Hier konnte er, mit Ausnahme des Saisonabschlussspringens in Liberec stets den zweiten Durchgang erreichen. Beim Springen am 31. August 2008 in Zakopane konnte er mit einem dritten Platz seinen ersten Podestplatz feiern. In der Wintersaison 2008/09 nahm Rutkowski zunächst stets am Weltcup teil, verpasste jedoch stets die Qualifikation für den ersten Wertungsdurchgang. Lediglich beim Springen in Engelberg konnte er, nach überstandener Qualifikation, am eigentlichen Wettkampf teilnehmen. Mit einem 27. Platz konnte er hier die ersten Weltcuppunkte seiner Karriere erringen. Nachdem er bei der Qualifikation zum Vierschanzentournee-Springen in Oberstdorf nur den 67. Rang belegt hatte, wurde er für die Qualifikation zum Neujahrsspringen in Garmisch-Partenkirchen nicht für das polnische Team berücksichtigt. Am 21. März 2009 sprang er mit der polnischen Mannschaft beim Teamskifliegen in Planica auf Rang zwei und erreichte damit seine bisher einzige Podestplatzierung im Weltcup. Bei den Nordischen Skiweltmeisterschaften in Liberec 2009 belegte er im Teamspringen mit der polnischen Mannschaft den 4. Rang.
Seine besten Weltcupergebnisse in Einzelspringen konnte er im Januar 2010 mit 13. Plätzen beim Skifliegen in Tauplitz und den beiden Wettbewerben in Sapporo erreichen.
Ab Sommer 2016 trat Rutkowski nur noch im Rahmen der FIS-Cup-Springen in Polen an, seit Januar 2018 ist er nicht mehr bei internationalen Wettkämpfen aktiv.
Łukasz Rutkowski ist der jüngere Bruder des 2024 verstorbenen Mateusz Rutkowski, der 2004 Skisprung-Juniorenweltmeister wurde.

## Statistik

### Weltcup-Platzierungen
| Saison  | Platz | Punkte |
| ------- | ----- | ------ |
| 2008/09 | 50.   | 29     |
| 2009/10 | 41.   | 79     |

### Grand-Prix-Platzierungen
| Saison | Platz | Punkt |
| ------ | ----- | ----- |
| 2008   | 14.   | 146   |
| 2009   | 26.   | 072   |
| 2010   | 51.   | 018   |